# Leôncio de Kiev
Leôncio (em russo:  Леонтий) ou Leão (em russo:  Леон), Metropolita de Kiev (992-1008). Grego de origem. Sob ele, o Príncipe Vladimir, o Santo Igual aos Apóstolos, transferiu as relíquias da grã-duquesa Olga para a Igreja dos Dízimos. Morreu em 1007 ou 1008.
Há duas opiniões sobre a época de sua administração da Metrópole de Kiev: alguns o consideram o primeiro metropolita, outros o segundo, depois de Miguel. A questão permanece controversa.

## Biografia
Como o segundo ou mesmo o primeiro metropolita russo no final do século X, ele também foi chamado de Leão, que supostamente tinha uma cátedra em Pereaslávia. A razão do surgimento desta lenda, que finalmente tomou forma no século XVI, foi também uma das edições do século XIII, o Estatuto Eclesiástico de Vladimir, na qual Leão é contemporâneo do patriarca Fócio. O próprio nome de Leão como um dos dois candidatos ao título de "primeiro" Metropolita da Rússia dever-se-á, ao que parece, ao título do Tratado sobre os pães ázimos ("Epístola contra os latinos"), "Leão, Metropolita de Pereaslávia em Ρωσία" (Rússia). No entanto, esse tratado não poderia ter surgido antes de 1054, e seu autor foi Leão, o metropolita titular de Pereaslávia nas décadas de 1060 e 1070 (o bispo de Pereaslávia foi temporariamente um metropolita titular).